# Капела Светих врачева Козме и Дамјана
Капела Светих врачева Козме и Дамјана налази се у комплексу Клиничког центра Србије у општини Савски венац у Делиградској улици 38.

## Историјат
Саграђена је крајем 1929. године по плану архитекте Драгомира Тадића. Објекат је више пута мењао намене, капела је првобитно намењена да буде прва капела и богомољка за православце, католике и вернике исламске вероисповести. Постојала је идеја да се у њој направи олтар за православне вернике у источном делу објекта, за католичке на западном делу, а са северне да се налази простор за вернике муслиманске вероисповести.
У темељима капеле узидани су потписи неколико званичника, укључујући и потпис Његове Светости патријарха српског Димитрија. За време Другог светског рата, од 1941. до 1945. године објекат је служио за пријем рањеника, а након рата као мртвачница, све до 1989. године када је поново враћен Српској православних цркви.